# Третій уряд Андрея Пленковича
Третій уряд Андрея Пленковича (хорв. Šesnaesta Vlada Republike Hrvatske «шістнадцятий уряд Республіки Хорватії») — 16-й уряд Хорватії, утворений за результатами дострокових парламентських виборів 2024 року. Розпочав роботу 17 травня 2024, коли новообраний хорватський парламент 11-го скликання проголосував за його склад 79 голосами «за» при 61 «проти» і одному, що утримався.
Уряд втретє очолив Андрей Пленкович. 16-й уряд Хорватії — коаліційний. Коаліцію сформувала керівна партія Хорватська демократична співдружність (ХДС) з ультраправим Вітчизняним рухом. За коаліційною угодою між цими партіями, ХДС зберігає за собою посади міністрів внутрішніх справ і культури. Представники Вітчизняного руху, що вперше увійшов до уряду, очолять міністерство сільського господарства, нове міністерство демографії та частину міністерства економіки, яке розділили на два нові відомства. Загалом цей уряд налічує 18 міністрів. Більшість міністрів від ХДС із попереднього уряду Пленковича залишилися на своїх посадах, додався тільки один новий урядовець.

## Склад уряду[4]

### Голова і заступники
| Ім'я             | Посада       | Строк повноважень | Партія        |
| ---------------- | ------------ | ----------------- | ------------- |
| Андрей Пленкович | прем'єр      | з 17 травня 2024  | ХДС           |
| Томо Медвед      | віце-прем'єр | з 17 травня 2024  | ХДС           |
| Давор Божинович  | віце-прем'єр | з 17 травня 2024  | ХДС           |
| Олег Буткович    | віце-прем'єр | з 17 травня 2024  | ХДС           |
| Іван Анушич      | віце-прем'єр | з 17 травня 2024  | ХДС           |
| Бранко Бачич     | віце-прем'єр | з 17 травня 2024  | ХДС           |
| Марко Приморац   | віце-прем'єр | з 17 травня 2024  | позапартійний |
| Йосип Дабро      | віце-прем'єр | з 17 травня 2024  | ВР            |

### Міністерства і міністри
| Міністерство                                                          | Міністр              | Строк повноважень | Партія     |
| --------------------------------------------------------------------- | -------------------- | ----------------- | ---------- |
| Міністерство закордонних та європейських справ                        | Гордан Грлич Радман  | з 17 травня 2024  | ХДС        |
| Міністерство внутрішніх справ                                         | Давор Божинович      | з 17 травня 2024  | ХДС        |
| Міністерство оборони                                                  | Іван Анушич          | з 17 травня 2024  | ХДС        |
| Міністерство фінансів                                                 | Марко Приморац       | з 17 травня 2024  | незалежний |
| Міністерство юстиції, управління та цифрової трансформації            | Дамір Хабіян         | з 17 травня 2024  | ХДС        |
| Міністерство просторового планування, будівництва та державного майна | Бранко Бачич         | з 17 травня 2024  | ХДС        |
| Міністерство праці, пенсійної системи, сім'ї та соціальної політики   | Марин Пилетич        | з 17 травня 2024  | ХДС        |
| Міністерство культури та медіа                                        | Ніна Обулєн Коржинек | з 17 травня 2024  | ХДС        |
| Міністерство туризму і спорту                                         | Тончі Главина        | з 17 травня 2024  | ХДС        |
| Міністерство сільського господарства                                  | Йосип Дабро          | з 17 травня 2024  | ВР         |
| Міністерство науки, освіти та молоді                                  | Радован Фукс         | з 17 травня 2024  | ХДС        |
| Міністерство моря, транспорту та інфраструктури                       | Олег Буткович        | з 17 травня 2024  | ХДС        |
| Міністерство економіки                                                | Анте Шушняр          | з 17 травня 2024  | ВР         |
| Міністерство регіонального розвитку та фондів ЄС                      | Шиме Ерлич           | з 17 травня 2024  | ХДС        |
| Міністерство хорватських ветеранів                                    | Томо Медвед          | з 17 травня 2024  | ХДС        |
| Міністерство охорони здоров'я                                         | Вілі Берош           | з 17 травня 2024  | ХДС        |
| Міністерство охорони довкілля та зеленого переходу                    | Марія Вучкович       | з 17 травня 2024  | ХДС        |
| Міністерство демографії та імміграції                                 | Іван Шипич           | з 17 травня 2024  | ВР         |